# 絨假吸血蝠屬
絨假吸血蝠屬（学名：Chrotopterus），哺乳綱、翼手目、葉口蝠科的一屬，而與絨假吸血蝠屬（絨假吸血蝠）同科的動物尚有劍鼻蝠屬（金劍鼻蝠）、長葉蝠屬（長葉蝠）等之數種哺乳動物。

## 下属物种
- 绒假吸血蝠 (染色翼蝠) - Chrotopterus auritus (Peters, 1856)